# 拉娜·利雅卡特·阿里·汗
拉娜·谢拉·艾琳·潘特·利雅卡特·阿里·汗夫人（英語：Begum Ra'ana Sheila Irene Pant Liaquat Ali Khan，1905年2月13日—1990年6月13日），是一名巴基斯坦史上最具影響力的女性政治人物之一、前任第一夫人及一位經濟學家。生於印度基督徒家庭的她在1932年改信伊斯兰教并和巴基斯坦开国元勋之一的利雅卡特·阿里·汗结婚。
政治之外，她亦積極推動巴國女性的社會及經濟褔利。拉娜·利雅卡特·阿里·汗因此有「巴基斯坦國母」（Māder-e-Pakistan）的尊稱。